# Międzygórze (Pomysk Mały)
Międzygórze (dodatkowa nazwa w j. kaszub. Midzëgòrzé) – przysiółek wsi Pomysk Mały w Polsce,  położony w województwie pomorskim, w powiecie bytowskim, w gminie Bytów. Wchodzi w skład sołectwa Pomysk Mały. 
W latach 1975–1998 przysiółek położony był w województwie słupskim.